# 鄭重 (正德進士)
鄭重（1488年—？），字子任，河南汝寧府光州固始縣人，民籍，明朝政治人物。

## 生平
正德八年（1513年）癸酉科河南鄉試第十名舉人。正德十六年（1521年）中式辛巳科會試第六十九名，登第三甲第一百九十五名進士。

## 家族
曾祖鄭廣；祖父鄭伯琳；父鄭聰，母謝氏。具庆下。弟節。